# Diócesis de Bereina
La diócesis de Bereina (en latín: Dioecesis Bereinitana y en inglés: Roman Catholic Diocese of Bereina) es una circunscripción eclesiástica de la Iglesia católica en Papúa Nueva Guinea. Se trata de una diócesis latina, sufragánea de la arquidiócesis de Puerto Moresby. Desde el 16 de julio de 2019 su obispo es Otto Separy.

## Territorio y organización
La diócesis tiene 20 146 km² y extiende su jurisdicción sobre los fieles católicos de rito latino residentes en los distritos Goilala y Kairuku-Hiri de la provincia Central.
La sede de la diócesis se encuentra en la ciudad de Bereina, en donde se halla la Catedral de Nuestra Señora del Sagrado Corazón.
En 2023 en la diócesis existían 15 parroquias.

## Historia

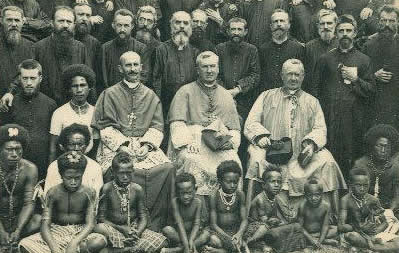
Misioneros y habitantes de la isla de Yule en 1902

Los Misioneros del Sagrado Corazón iniciaron la misión en la isla de Yule en 1885.
El vicariato apostólico de la Isla de Yule fue erigido el 16 de julio de 1959 mediante la bula Qui per electionem del papa Juan XXIII, obteniendo el territorio del vicariato apostólico de Puerto Moresby (hoy arquidiócesis).
El 15 de noviembre de 1966 mediante la bula Laeta incrementa del papa Pablo VI el vicariato apostólico fue elevado a diócesis y tomó su nombre actual.
El 16 de enero de 1971 cedió una parte de su territorio para la erección de la diócesis de Kerema mediante la bula Quod sit studium del papa Pablo VI.

## Estadísticas
Según el Anuario Pontificio 2024 la diócesis tenía a fines de 2023 un total de 100 360 fieles bautizados.
| Año                                                                             | Población            | Población | Población      | Sacerdotes | Sacerdotes    | Sacerdotes    | Bautizados por sacerdote | Diáconos permanentes | Religiosos | Religiosos | Parroquias |
| Año                                                                             | Bautizados católicos | Total     | % de católicos | Total      | Clero secular | Clero regular | Bautizados por sacerdote | Diáconos permanentes | Varones    | Mujeres    | Parroquias |
| ------------------------------------------------------------------------------- | -------------------- | --------- | -------------- | ---------- | ------------- | ------------- | ------------------------ | -------------------- | ---------- | ---------- | ---------- |
| 1970                                                                            | 40 511               | 105 495   | 38.4           | 50         | 7             | 43            | 810                      |                      | 64         | 85         | 21         |
| 1980                                                                            | 41 983               | 52 586    | 79.8           | 33         | 5             | 28            | 1272                     | 3                    | 47         | 44         | 13         |
| 1990                                                                            | 53 563               | 64 919    | 82.5           | 26         | 5             | 21            | 2060                     | 2                    | 34         | 50         | 16         |
| 1999                                                                            | 62 656               | 80 000    | 78.3           | 17         | 7             | 10            | 3685                     | 1                    | 16         | 35         | 14         |
| 2000                                                                            | 64 536               | 80 000    | 80.7           | 18         | 7             | 11            | 3585                     | 1                    | 19         | 26         | 14         |
| 2001                                                                            | 66 156               | 81 506    | 81.2           | 17         | 7             | 10            | 3891                     | 1                    | 18         | 26         | 14         |
| 2002                                                                            | 67 048               | 82 848    | 80.9           | 19         | 8             | 11            | 3528                     | 2                    | 15         | 26         | 14         |
| 2003                                                                            | 67 933               | 83 733    | 81.1           | 19         | 7             | 12            | 3575                     | 2                    | 17         | 24         | 14         |
| 2004                                                                            | 67 933               | 83 733    | 81.1           | 19         | 7             | 12            | 3575                     | 1                    | 15         | 23         | 14         |
| 2006                                                                            | 69 000               | 86 500    | 79.8           | 21         | 9             | 12            | 3285                     | 1                    | 14         | 25         | 14         |
| 2012                                                                            | 84 000               | 97 151    | 86.5           | 22         | 9             | 13            | 3818                     | 1                    | 17         | 23         | 13         |
| 2015                                                                            | 86 000               | 102 141   | 84.2           | 23         | 9             | 14            | 3739                     |                      | 19         | 25         | 15         |
| 2018                                                                            | 94 000               | 137 835   | 68.2           | 21         | 9             | 12            | 4476                     |                      | 14         | 38         | 15         |
| 2020                                                                            | 96 100               | 140 880   | 68.2           | 19         | 8             | 11            | 5057                     |                      | 12         | 23         | 15         |
| 2022                                                                            | 98 300               | 144 150   | 68.2           | 14         | 8             | 6             | 7021                     |                      | 8          | 29         | 15         |
| 2023                                                                            | 100 360              | 147 200   | 68.2           | 11         | 8             | 3             | 9123                     |                      | 4          | 29         | 15         |
| Fuente: Catholic-Hierarchy, que a su vez toma los datos del Anuario Pontificio. |                      |           |                |            |               |               |                          |                      |            |            |            |

## Episcopologio
- Eugène Klein, M.S.C. † (14 de junio de 1960-5 de junio de 1971 nombrado arzobispo coadjutor de Numea[nota 1])
  - Sede vacante (1971-1976)
- Louis Vangeke, M.S.C. † (1 de marzo de 1976-30 de octubre de 1979 retirado)
- Benedict To Varpin, M.S.C. † (30 de octubre de 1979-26 de enero de 1987 nombrado arzobispo coadjutor de Madang)
- Luke Paul Matlatarea, M.S.C. † (21 de junio de 1988-28 de marzo de 1998 falleció)
- Gérard-Joseph Deschamps, S.M.M. † (2 de enero de 1999-12 de febrero de 2002 renunció)
- John Ribat, M.S.C. (12 de febrero de 2002-16 de abril de 2007 nombrado arzobispo coadjutor de Puerto Moresby)
- Rochus Josef Tatamai, M.S.C. (29 de noviembre de 2007-22 de junio de 2018 nombrado obispo de Kavieng)[nota 2]
- Otto Separy, desde el 16 de julio de 2019